# 윤성식 (학자)
윤성식 (尹聖植, 1953년 2월 12일 ~ )은 대한민국의 학자이다. 전 고려대학교 행정학과 교수이다. 본관은 해남.

## 생애
고려대학교 행정학과 학사를 졸업하고, 오하이오 주립대학, 일리노이 대학교을 거쳐, 버클리대학교에서 경영학 박사를 받았다. 또한 동국대에서 불교학으로 석사와 박사를 받기도 했다.
노무현 대통령에 의해 2003년 감사원장 후보로 명망에 올랐으며 지명되었으나 보수진영의 반대로 국회 임명동의안 표결 결과 부결되어 무산되었다. 2004년 정부혁신지방분권위원회 위원장으로 임명되어 세계은행과 협력하여 디지털 예산 회계시스템 구축, 자치경찰제 도입, 외교통상부 혁신, 공직개방과 계약직공무원 채용 등을 비롯한 공직인사제도 혁신, 성과주의예산제도 도입 등을 주도했다.
검찰미래위원회 위원장과 국회공직자윤리위원회 위원장을 맡으며 '고위공직자들의 공적 1호'로 평가받기도 하며 정부혁신에 대한 기반을 다졌던 그는 2017년 고려대 행정학과 교수 직위에서 은퇴하였다.

## 학력
- 고려대학교 행정학사
- 오하이오 주립대 경제학사
- 일리노이대학(어바나 샴페인) 회계학석사
- 동국대 불교학석사
- 버클리대학 경영학박사
- 동국대 불교학박사

## 경력
- 텍사스대학(오스틴) 경영대학원 교수
- 미국 공인회계사
- 정부혁신지방분권위원회 위원장
- 전 고려대학교 행정학과 교수

## 저서
- 사막을 건너야 서른이 온다: 청춘의 오해와 착각을 깨는 질문과 답
- 불교자본주의
- 정부회계학
- 재무행정학
- 정부개혁의 비전과 전략
- 공기업론
- 예산론
- 공공재무관리